# Tetrastichus nigricoxae
Tetrastichus nigricoxae är en stekelart som beskrevs av Yang 2003. Tetrastichus nigricoxae ingår i släktet Tetrastichus och familjen finglanssteklar. Inga underarter finns listade i Catalogue of Life.